# Gea theridioides
Gea theridioides là một loài nhện trong họ Araneidae.
Loài này thuộc chi Gea. Gea theridioides được Ludwig Carl Christian Koch miêu tả năm 1872.